# Ꞵ
Ꞵ (minuskuła: ꞵ, znane także jako łacińskie beta) – litera rozszerzonego alfabetu łacińskiego oparta na greckiej literze Beta. Używana jest w wielu językach Gabonu (takich jak Pinzi, Benga, Barama, Galwa, Viya, Kande, Kaning'i, Lumbu, Myene, Ndumu, Ngom, Njebi, Vove, Punu, Sangu, Shira oraz Wumbu), a w latach 2013–2014 także w języku Ndaʼndaʼ w Kamerunie, lecz w 2014 roku zastąpiono ją literą P. Jest także jednym z symboli Międzynarodowego Alfabetu Fonetycznego, używa jej się do oznaczania spółgłoski szczelinowej dwuwargowej dźwięcznej.